# Yall
Yall est un groupe de musique espagnol venant de Barcelone. 

## Biographie
Ils sont connus pour leur titre Hundred Miles en collaboration avec Gabriela Richardson, sorti en 2015 et ayant atteint la première place des classements français en streaming, la deuxième place des classements français en téléchargements et la cinquième place des charts belges.

## Discographie

### Singles
- 2014 : Play on Repeat (avec Detsi aka Le Truk)
- 2015 : Hundred Miles (avec Gabriela Richardson)
- 2017 : Together
- 2018 : Always (avec Julimar Santos)
- 2019 : Drums & Drops (avec Royale Avenue et Lunis)
- 2024 : Living it (avec Oliver.)
- 2024 : Never Gone (avec Oliver.)
- 2024 : Afterglow (avec Oliver.)
- 2024 : Move (avec Oliver.)

### Apparitions
- 2018 : Bam Bam de Gavin Moss feat. Yall et Dalvin
- 2020 : Holding On de Pat Burgener feat. Yall
- 2020 : Believe de The Hims feat. Yall, Royale Avenue et Jay Nebula